# Los Seis

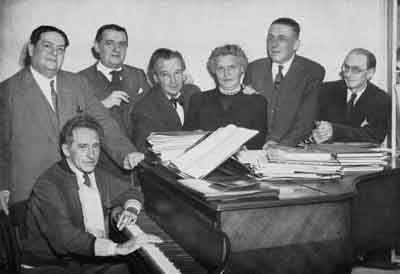
El Grupo de Los Seis

El grupo de Los Seis («Les Six») fue un grupo francés de músicos de principios de la primera mitad del siglo XX. Sus miembros fueron:
Georges Auric;

Louis Durey;

Arthur Honegger;

Darius Milhaud;

Francis Poulenc;

Germaine Tailleferre (única mujer del grupo);

Jean Cocteau (único de ellos que no era músico, sino que era el representante artístico);

Erik Satie (que abandonaría el grupo en 1918).
Hay quien considera a Pierre Menu como un integrante del grupo, si bien su prematura muerte (1919) hizo que su obra no fuese muy evolucionada. Hizo una profunda amistad sobre todo con Honegger.
En el taller del pintor Lejeune en Montparnasse se reunió por primera vez el grupo que Erik Satie bautizó como «Los Nuevos Jóvenes» («les Nouveaux Jeunes»), con un programa que se resumía en un único objetivo también formulado por Satie: 

«Estas sociedades, la Nacional, la S. M. I., tocan la música de otros. Nosotros haremos una sociedad para tocar nuestra música».

«Los Nuevos Jóvenes» serán accidentalmente denominados «Grupo de los Seis» en enero de 1920, tras una reunión de amigos en casa de Milhaud, reunión a la que asistió el crítico Henri Collet. Entusiasmado por las interpretaciones que ellos mismos hicieron, les consagró dos artículos en la Cœmedia illustré cuyos títulos fueron «Un libro de Rimsky y un libro de Cocteau, los Cinco rusos, los Seis franceses y Erik Satie», y más tarde, «Los Seis franceses».
Esta denominación tuvo fortuna y se impuso con el tiempo a pesar de que por un lado los estilos de los seis eran muy diferentes y de que por otro no deberían de haber sido sólo seis, ya que podrían haberse incluido Alexis Roland-Manuel (1891–1966), Pierre Menu (1896–1919) o Henri Cliquet-Pleyel (1894–1963).
Su música se revelaba fundamentalmente contra el impresionismo y el wagnerismo. Estaban muy influidos por las ideas de Erik Satie y de Jean Cocteau. Aunque escribieron alguna obra colectivamente, cada uno derivó en un estilo propio y personal.
En 1918, una serie de contratiempos internos provocaron la marcha de Erik Satie y la enemistad con el grupo, así como la relación profesional de este con Jean Cocteau. Algunos achacaron la culpa a Arthur Honegger por su estilo romántico (vulneraba las bases del grupo); sin embargo, Durey se mantendría en contacto con Erik Satie al margen del grupo, hasta la muerte de Satie. Otros compositores como Manuel de Falla o Maurice Ravel (sobre todo este último), impresionistas, procuraban mantener distancia  con el grupo, debido a los ideales antiimpresionistas. De todos modos, Tailleferre frecuentaría la casa de Ravel, pero solo para recibir clases de orquestación, en una simple relación artística. No se volvieron a ver más después de 1930, rehusando dar explicaciones. Asimismo, Satie se enemistaba con el grupo, pero ganaba la amistad de Falla, Ravel y Stravinsky entre otros, y siguió manteniendo una relación artística con Tailleferre y Durey, a pesar de ganarse el odio especialmente de Darius Milhaud y Arthur Honegger.

## Composiciones más conocidas deLes Six
- Parade (Satie).[1]
- Gnossiennes (Satie).
- Trois Gymnopédies (Satie).
- Romance sans paroles (Durey).
- Cinq Bagatelles (Auric).
- Sonate pour violoncelle et piano (Poulenc).
- Scaramouche (Milhaud).
- Sonate pour violon seul (Honegger).
- Suite Burlesque (Tailleferre).